# Serápia de Roma
Serápia foi uma santa romana, escrava e mártir, nascida em Antioquia, na Síria romana. Nasceu no final do século I, de pais cristãos que fugiram para a Itália tentando fugir das perseguições do imperador Adriano. Quando seus pais morreram, Serápia foi cortejada por muitos, mas, tendo decidido entregar-se a Deus somente, vendeu tudo o que tinha e distribuiu os ganhos aos pobres. Logo depois, vendeu-se em escravidão voluntária e passou a trabalhar para uma nobre romana chamada Sabina. A piedade de Serápia, seu amor pelo trabalho e sua caridade logo conquistaram o coração de sua patroa, que se converteu ao cristianismo.
Ainda durante o reinado de Adriano, Serápia recebeu ordens para prestar homenagem aos deuses de Roma. Ela se recusou e foi entregue a dois homens, que tentaram estuprá-la, mas ela resistiu. Eles então tentaram atear fogo nela com tochas, mas não conseguiram. Por ordem do juiz Derillus, ela foi surrada com varas e decapitada. Seu corpo foi enterrado por Sabina no túmulo que estava reservado para ela própria, perto do campo Vindiciano, mas a memória de seu martírio é lembrada especialmente no dia 3 de setembro, dia que seu túmulo comum foi terminado, decorado e consagrado como um local de orações.